# Schneeweiß und der Wahnsinn der Wahrheit

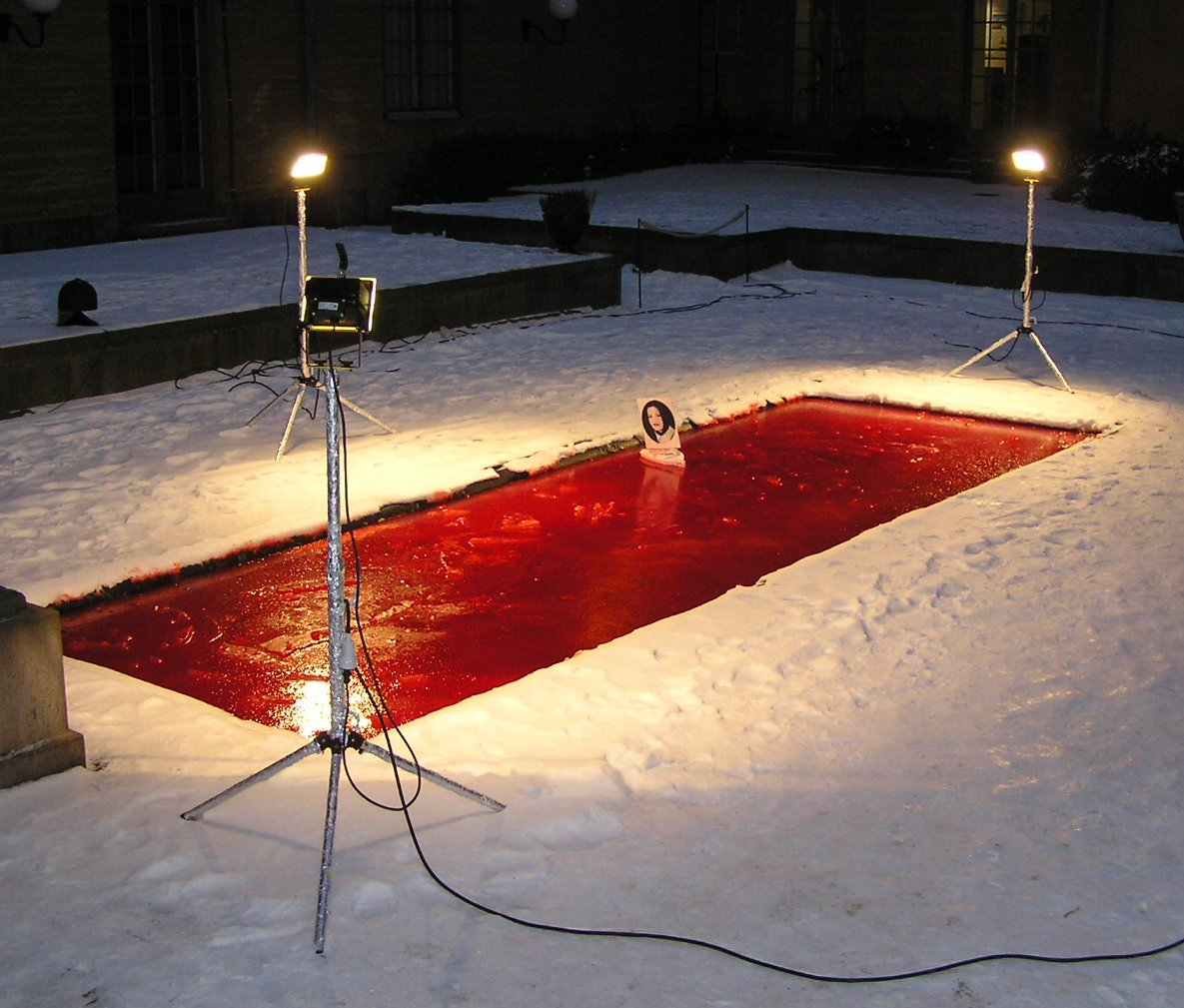
Installation Schneeweiß und der Wahnsinn der Wahrheit

Schneeweiß und der Wahnsinn der Wahrheit (schwedisch: Snövit och sanningens vansinne) ist der Titel einer Installation des schwedischen, in Israel geborenen Komponisten und Musikers Dror Feiler und seiner Frau, der Künstlerin Gunilla Sköld-Feiler. Feiler und seine Frau schufen die Bilder und die Musik des Kunstwerks gemeinsam, das 2004 im Historischen Museum in Stockholm ausgestellt war.
Die Installation bestand aus einem länglichen Pool voll von blutrotem Wasser, auf dem ein kleines weißes Boot mit dem Namen „Snövit“ („Schneeweiß“ bzw. „Schneewittchen“) schwamm, das ein Porträt von Hanadi Dscharadat trug, einer palästinensischen Selbstmordattentäterin, das Ganze begleitet von Text an den Wänden und dem Klang von Johann Sebastian Bachs Kantate 199 Mein Herze schwimmt im Blut. Dieses Stück beginnt mit den Worten: „Mein Herze schwimmt im Blut,/ Weil mich der Sünden Brut/ in Gottes heilgen Augen/ Zum Ungeheuer macht.“ Nach Aussage der Künstler wurde die Installation erstellt, um „die Aufmerksamkeit darauf zu lenken, wie alleingelassene schwache Menschen zu schrecklichen Dingen fähig sind“. 
Das Kunstwerk geriet in den Mittelpunkt einer Kontroverse, als Zvi Mazel kritisierte, es sei antisemitischer Natur. Dem wurde entgegengehalten, die Kritik verstehe nicht die zentrale Botschaft der Künstler: Toleranz, Gedankenfreiheit und Multikulturalismus. Reaktionen auf das Werk wurden verglichen mit denen auf Steve Earles Song „John Walker’s blues“, der 2002 auf seinem Album „Jerusalem“ erschien.
Wie beabsichtigt, wurde das Kunstwerk am 8. Februar 2004 abgebaut.

## Kontroverse
Anfang 2004 geriet das Kunstwerk in den Fokus internationaler Medien, nachdem es am 16. Januar von Zvi Mazel, dem damaligen Botschafter Israels in Schweden, vandaliert und dabei beschädigt wurde. Unter anderem unterbrach Mazel die Stromzufuhr der Installation und warf einen der Scheinwerfer in das Becken. Als Mazel aufgefordert wurde, das Museum zu verlassen, weigerte er sich und musste von Sicherheitsmännern des Museums begleitet werden. Das gesamte Geschehen wurde von einer TV-Nachrichten-Crew gefilmt.
Mazel gab später einander widersprechende Statements zu der Attacke. Schwedischen Medien sagte er, sie sei aus augenblicklichem Zorn entstanden, wohingegen er gegenüber israelischen Medien äußerte, der Angriff sei im Vorhinein überlegt und geplant worden, sogar bevor er das Kunstwerk überhaupt gesehen habe. Am 20. Januar erschien Feiler in der Sendung Nyhetsmorgon im schwedischen vierten Fernsehprogramm und erklärte, dass das weiße Boot die Wahrheit symbolisiere; und wenn ein Individuum glaube, dass seine Sichtweisen die Verkörperung der absoluten Wahrheit seien, könne das Endresultat durchaus ein Pool voller Blut wie in der Installation sein.  
Sköld-Feiler zufolge wurde der Name „Snow White“ einfach deshalb gewählt, weil Hanadi Dscharadat in ihrem Porträt mit ihrem schwarzen Haar, ihrer blassen Haut und ihren roten Lippen an Schneewittchen erinnerte.
Die Installation war Teil einer Ausstellung im Historischen Nationalmuseum. Am 18. Januar 2004 wurde Thomas Nordanstad, der Verantwortliche für die Ausstellung, von einem unidentifizierten Mann attackiert, der versuchte ihn eine Treppe hinunterzustoßen. Nordanstad erhielt zudem über 400 E-Mails mit verschiedenen Drohungen. Dasselbe geschah dem Museumsleiter Kristian Berg wie den beiden Künstlern. Am folgenden Sonntag musste ein Museumswärter eine Gruppe entfernen, die verschiedene Objekte in das Wasser warf.
Nach der Attacke auf Nordanstad stieg die Zahl der Besucher auf ungefähr 1400 pro Tag, dieselbe Zahl wie zuvor pro Woche.
Hinter Zvi Mazels Tat könnten versteckte Motive gelegen haben. Nach Meinung des Dagens-Nyheter-Journalisten Henrik Brors könnte es das Bemühen gewesen sein, Schweden und die Europäische Union als antisemitisch hinzustellen und damit die Vermittlungsbemühungen der EU im Nahostkonflikt zu diskreditieren. In einer Analyse in Dagens Nyheter spekuliert Henrik Brors, Mazel könnte es getan haben, um Israel eine Entschuldigung für die Nichtteilnahme an der Internationalen Anti-Genozid-Konferenz des Stockholm International Forums zu geben, die vom 26. bis 28. Januar 2004 abgehalten wurde.
Die diplomatischen Beziehungen zwischen Israel und Schweden litten weiter, als Galei Tzahal, der Radiosender der israelischen Armee, fälschlich behauptete, ein proisraelischer Film sei auf Ansinnen Syriens aus der Ausstellung entfernt worden. Sowohl Thomas Nordanstad wie auch Kristian Berg wiesen nach, dass diese Behauptung falsch war, da die fragliche Dokumentation „Map“ des mit einem Preis ausgezeichneten israelischen Filmemachers Amit Goren in der Ausstellung verblieb. Man glaubt, die Gerüchte könnten entstanden sein, weil wegen einiger interner Probleme der Film in der Tensta konsthall abgesetzt wurde. In der ganzen Zeit wurde jedoch ein anderes Werk von Goren, der Film „119 Bullets + Three“ gespielt. Die Arbeiten Gorens wurden von der Israelischen Botschaft gesponsert, und der Kulturattaché, Lizzie Oved Scheja, erklärte, das Ausstellungsstück habe ihre absolute Unterstützung.
Die Jungen Christdemokraten, die Jugendorganisation der Schwedischen Christlich-Demokratischen Partei, zeigten das Werk bei der Polizei in der Hoffnung an, es könne aufgrund der strikten schwedischen Gesetze gegen Hassprediger verboten werden. Mazel selbst fragte in einem Interview: „Wenn wir Juden sagen, dass dies uns verletzt, warum kann es eine Regierung nicht entfernen?“
Storstockholms Lokaltrafik (SL) entschieden, die Werbeplakate der „Making-Differences-Ausstellung“ zu entfernen, die ein Bild von Hanadi Dscharadat zeigten, da diese Poster Teil von C. M. V. Houswolfs Kunstwerk „God made me do it“ waren und nichts zu tun hatten mit Feilers/Skölds Installation „Snövit och sanningens vansinne“.
Ein vom Simon Wiesenthal Center organisierter E-Mail-Protest wurde an das Büro des Premierministers Göran Persson gerichtet. Am Morgen des 27. Januar 2004 waren 13.603 E-Mails eingegangen.
Kristian Berg stellte fest: „Ich habe niemanden sagen gehört, der das Werk gesehen hat, es sei eine antisemitische Installation, gegen jüdische Menschen oder das israelische Volk gerichtet, ich denke deshalb, dass dieses Werk politisch hijacked wurde – die Interpretation von Botschafter Mazel war sehr verengt und sehr politisch.“